# 대전송촌고등학교
대전송촌고등학교(大田宋村高等學校)는 대한민국 대전광역시 대덕구 송촌동에 있는 공립 고등학교이다.

## 학교 연혁
- 1999년 2월 23일 : 대전송촌고등학교 설립 인가 (30학급)
- 1999년 3월 5일 : 제1회 입학식(10학급)
- 2002년 10월 7일 : 학급인가 변경 승인(36학급)
- 2011년 3월 1일 : 자율형공립고 지정
- 2013년 11월 15일 : 다목적 강당 하랑채 개관
- 2014년 3월 1일 : 선진형 교과교실제 운영
- 2016년 3월 1일 : 자율형공립고 재지정(~2021.02.28)
- 2017년 9월 18일 : 소강당, 동아리실 개소
- 2020년 3월 2일 : 자율형공립고 재지정(~2025.02.28)
- 2021년 9월 1일 : 제10대 국승오 교장 취임
- 2024년 1월 5일 : 제23회 졸업식(12학급 308명)
- 2024년 3월 4일 : 제26회 입학식(12학급 326명)

## 참고 자료
- 대전송촌고등학교 - 한국교육학술정보원 학교알리미